# Святі тексти
Священні писання — основні тексти будь-якої релігії.
При визначенні «священного писання» беруться виключно письмові тексти, усна традиція не враховується. «Священні писання», як правило, посилаються на своє надлюдське походження або натхнення божества. У «священних писаннях» є дуже важливою спадкоємність передачі сакрального знання. Назви «священних писань» прийнято писати з великої літери, на знак поваги до традиції.

## Особливості
Історично склалося так, що Священні писання в міфологічній формі розповідають про походження світу, про його сакральний устрій, про міфічних прабатьків людини і перших людей. Велике місце приділяється проведенню священних обрядів і церемоній, розповідається про норми та закони буття. Деякі Священні писання є доступними для всіх, а є такі, з якими можуть ознайомитися лише посвячені в таїнства даної релігії, що пройшли певний обряд ініціації.
Більшість релігій оприлюднило правила, які визначають межі Священних писань, обмеження на зміни і доповнення. Переклади текстів на іншу мову повинні отримати офіційний дозвіл. Мова оригіналу є священною мовою.

## Священні писання
Список священних текстів, використовуваних у різних релігіях (в алфавітному порядку):

### Бахаїзм
- Кітаб-і-Агдас

### Буддизм
- Палійський канон

- Китайський буддійський канон

- Тибетський канон

### Даосизм
- Дао цзан — IV століття н. е.

### Зороастризм
- Авеста

### Індуїзм
- Ріг-веда — XV століття до н. е.
- Веди

### Іслам
- Коран
- Хадіси

### Конфуціанство
- У-Цзін

### Сикхізм
- Адігрантх

### Християнство
- Біблія
- Старий Заповіт
- Євангеліє

### Юдаїзм
- Танах